# Список членов Национальной академии педагогических наук Украины
Личный состав Национальной академии педагогических наук Украины включает её действительных членов (академиков), членов-корреспондентов, иностранных и почётных членов академии.

## Действительные члены (академики) НАПН Украины
Действительные члены академии избираются из учёных — граждан Украины, имеющих учёную степень доктора наук по специальностям, предусмотренным охватом того или иного отделения академии, в ранге членов-корреспондентов, достигших значительных успехов в научной и научно-педагогической деятельности и обогативших педагогику или психологическую науку своими выдающимися трудами, в соответствии с уставом и положением о выборах в академии, которое утверждается её президиумом.
Очередные выборы членов-корреспондентов и действительных членов должны назначаться президиумом Академии не реже, чем раз в три года (фактически последние выборы этого ранга произошли в ноябре 2010 года), при наличии вакансий в корпусе действительных членов, определяемых разницей между количеством действительных членов, предусмотренным указом президента Украины (78 — согласно действующему Указу № 337/2013, подписанному В. Януковичем), и фактическим их наличным количеством (на настоящий момент — 74 академика). Источниками вакансий могут быть как смертность, так и достижение членом академии 70-летнего возраста (при пожизненном сохранении им соответствующих статусу научных привилегий и финансовых выплат) или его выезд на постоянное проживание за пределы Украины и получение им гражданства другого государства (с переводом в статус иностранного члена академии).
Очередные выборы действительных членов и членов-корреспондентов объявляются и сопровождаются публикациями в печати не позднее, чем за три месяца до назначенной даты. Право выдвижения кандидатов предоставляется учёным советам научных учреждений и вузов, государственным организациям, педагогическим советам школ, местным органам управления образованием и текущим действительным членам Академии; списки выдвинутых и зарегистрированных кандидатов в члены Академии публикуются в печати не позднее чем за месяц до дня выборов. Выборы проводятся в два этапа — на общем собрании отделений Академии и на общем собрании Академии, при этом правом решающего голоса в рамках выбора академиков обладают только текущие носители этого ранга.
В нижеследующем списке приведены действительные члены НАПН Украины в современном составе, согласно текущим данным на сайте академии:
| Полное имя                        | Дата рождения | Учёная степень и звание        | Дата избрания | Отделение академии                                                                         | Место работы |
| --------------------------------- | ------------- | ------------------------------ | ------------- | ------------------------------------------------------------------------------------------ | --- |
| Андрущенко, Виктор Петрович       | 01.01.1949    | д-р филос. наук, профессор     | 10.04.2003    | Отделение высшей школы                                                                     | Национальный педагогический университет имени М. П. Драгоманова, ректор |
| Березовская, Лариса Дмитриевна    | 21.09.1965    | д-р пед. наук, профессор       | 11.02.2025    | Отделение общей педагогики и философии образования                                         | Государственная научно-педагогическая библиотека Украины имени В.А. Сухомлинского, директор                                                                                         |
| Бех, Иван Дмитриевич              | 09.10.1940    | д-р психол. наук, профессор    | 16.12.1999    | Отделение общей педагогики и философии образования                                         | Институт проблем воспитания НАПН Украины, директор |
| Бибик, Надежда Михайловна         | 25.09.1948    | д-р пед. наук, профессор       | 10.04.2003    | Отделение всеобщего среднего образования                                                   | Украинский научно-исследовательский институт педагогики, главный научный сотрудник                                                                                                  |
| Богуш, Алла Михайловна            | 29.10.1939    | д-р пед. наук, профессор       | 20.12.1995    | Отделение всеобщего среднего образования                                                   | Южноукраинский национальный педагогический университет имени К. Д. Ушинского, зав. кафедрой                                                                                         |
| Бойчук, Юрий Дмитриевич           | 26.03.1970    | д-р пед. наук, профессор       | 11.02.2025    | Отделение профессионального образования и образования взрослых                             | |
| Бондаренко, Александр Федорович   | 03.08.1951    | д-р психол.наук, профессор     | 20.10.2016    | Отделение психологии, возрастной физиологии и дефектологии                                 | Киевский национальный лингвистический университет, заведующий кафедрой |
| Бондарь, Виталий Иванович         | 20.10.1938    | д-р пед. наук, профессор       | 16.12.1999    | Отделение психологии, возрастной физиологии и дефектологии                                 | Национальный педагогический университет имени М. П. Драгоманова, директор Научно-исследовательского центра инклюзивного образования Института коррекционной педагогики и психологии |
| Будак, Валерий Дмитриевич         | 14.09.1947    | д-р техн. наук, профессор      | 20.10.2016    | Отделение общей педагогики и философии образования                                         | Николаевский национальный университет имени В. А. Сухомлинского, ректор |
| Бурда, Михаил Иванович            | 02.01.1949    | д-р пед. наук, профессор       | 18.11.2010    | Отделение всеобщего среднего образования                                                   | НАПН Украины, главный ученый секретарь |
| Быков, Валерий Ефимович           | 01.02.1945    | д-р техн. наук, профессор      | 18.11.2010    | Отделение профессионального образования и образования взрослых                             | Институт информационных технологий и средств обучения НАПН Украины, директор |
| Вашуленко, Николай Самойлович     | 01.06.1941    | д-р пед. наук, профессор       | 20.12.1995    | Отделение всеобщего среднего образования                                                   | Украинский научно-исследовательский институт педагогики, главный научный сотрудник                                                                                                  |
| Ващенко, Константин Александрович | 24.10.1972    | д-р полит. наук, профессор     | 11.02.2025    | Отделение профессионального образования и образования взрослых                             | Национальное агентство Украины по вопросам государственной службы, глава агентства                                                                                                  |
| Грищенко, Иван Михайлович         | 11.11.1956    | д-р экон. наук, профессор      | 20.10.2016    | Отделение высшей школы                                                                     | Киевский национальный университет технологии и дизайна, ректор |
| Губерский, Леонид Васильевич      | 04.10.1941    | д-р филос. наук, профессор     | 18.11.2010    | Отделение высшей школы                                                                     | Киевский национальный университет имени Тараса Шевченко, ректор |
| Гуревич, Роман Семёнович          | 18.03.1948    | д-р пед. наук, профессор       | 20.10.2016    | Отделение профессионального образования и образования взрослых                             | Винницкий государственный педагогический университет, директор Института магистратуры, аспирантуры и докторантуры                                                                   |
| Гуржий, Андрей Николаевич         | 14.12.1946    | д-р техн. наук, профессор      | 16.12.1999    | Отделение профессионального образования и образования взрослых                             | НАПН Украины, вице-президент |
| Дмитриченко, Николай Фёдорович    | 19.12.1952    | д-р техн. наук, профессор      | 20.10.2016    | Отделение профессионального образования и образования взрослых                             | НТУ, ректор |
| Довгий, Станислав Алексеевич      | 23.07.1954    | д-р физ.-мат. наук, профессор, | 18.11.2010    | Отделение всеобщего среднего образования                                                   | Малая академия наук Украины, президент |
| Загирняк, Михаил Васильевич       | 25.09.1947    | д-р техн. наук, профессор      | 20.10.2016    | Отделение высшей школы                                                                     | Кременчугский национальный университет имени Михаила Остроградского, ректор |
| Зайчук, Валентин Александрович    | 27.08.1949    | канд. пед. наук, профессор     | 16.12.1999    | Отделение профессионального образования и образования взрослых                             | Верховная рада Украины, руководитель аппарата |
| Закусило, Олег Каленикович        | 12.09.1947    | д-р физ.-мат. наук, профессор  | 18.11.2010    | Отделение всеобщего среднего образования                                                   | Киевский национальный университет имени Тараса Шевченко, первый проректор |
| Засенко, Вячеслав Васильевич      | 05.01.1951    | д-р пед. наук, профессор       | 20.10.2016    | Отделение психологии, возрастной физиологии и дефектологии                                 | Институт специальной педагогики НАПН Украины, директор |
| Згуровский, Михаил Захарович      | 30.01.1950    | д-р техн. наук, профессор      | 20.12.1995    | Отделение высшей школы                                                                     | Киевский политехнический институт, ректор |
| Зиньковский, Юрий Францевич       | 17.03.1933    | д-р техн. наук, профессор      | 16.12.1999    | Отделение профессионального образования и образования взрослых                             | Киевский политехнический институт, профессор кафедры |
| Ильченко, Вера Романовна          | 18.07.1937    | д-р пед. наук, профессор       | 16.12.1999    | Отделение всеобщего среднего образования                                                   | Украинский научно-исследовательский институт педагогики, зав. лабораторией |
| Калашникова, Светлана Андреевна   | 03.01.1970    | д-р пед. наук, профессор       | 11.02.2025    | Отделение высшего образования                                                              | Инстиут высшего образования НАПН Украины, директор |
| Карамушка, Людмила Николаевна     | 23.01.1956    | д-р психол.наук, профессор     | 17.12.2019    | Отделение психологии, возрастной физиологии и дефектологии                                 | Институт психологии имени Г.С. Костюка НАПН Украины, заместитель директора по научно-организационной работе и международным научным связям                                          |
| Кивалов, Сергей Васильевич        | 01.05.1954    | д-р юр. наук, профессор        | 10.04.2003    | Отделение высшей школы                                                                     | Верховная рада Украины, депутат |
| Кокун, Олег Матвеевич             | 02.10.1968    | д-р психол. наук, профессор    | 11.02.2025    | Отделение психологии, возрастной физиологии и дефектологии                                 | Институт психологии имени Г.С. Костюка НАПН Украины, заместитель директора |
| Коцур, Виктор Петрович            | 19.10.1959    | д-р ист. наук, профессор       | 18.11.2010    | Отделение всеобщего среднего образования                                                   | ДВНЗ «Переяслав-Хмельницький государственный педагогический университет имени Григория Сковороды», ректор                                                                           |
| Кравец, Владимир Петрович         | 06.04.1947    | д-р пед. наук, профессор       | 18.11.2010    | Отделение общей педагогики и философии образования                                         | Тернопольский национальный педагогический университет имени Владимира Гнатюка, ректор                                                                                               |
| Кремень, Василий Григорьевич      | 25.06.1947    | д-р филос. наук, профессор     | 20.12.1995    | Отделение общей педагогики и философии образования                                         | НАПН Украины, президент |
| Кузнецов, Юрий Борисович          | 16.04.1947    | д-р филол. наук                | 18.11.2010    | Отделение всеобщего среднего образования                                                   | |
| Курило, Виталий Семёнович         | 02.02.1957    | д-р пед. наук, профессор       | 18.11.2010    | Отделение общей педагогики и философии образования                                         | Луганский национальный университет имени Тараса Шевченко, ректор |
| Луговой, Владимир Илларионович    | 17.05.1950    | д-р пед. наук, профессор       | 10.04.2003    | Отделение общей педагогики и философии образования                                         | НАПН Украины, первый вице-президент |
| Локшина, Елена Игоревна           | 06.04.1959    | д-р пед. наук, профессор       | 11.02.2025    | Отделение общего и среднего образования                                                    | |
| Лукьянова, Лариса Борисовна       | 17.12.1956    | д-р пед. наук, профессор       | 11.02.2025    | Отделение профессионального образования и образования взрослых                             | Институт профессионального образования и образования взрослых НАПН Украины, директор                                                                                                |
| Ляшенко, Александр Иванович       | 16.03.1950    | д-р пед. наук, профессор       | 10.04.2003    | Отделение всеобщего среднего образования                                                   | НАПН Украины, академик-секретарь Отделения всеобщего среднего образования |
| Мадзигон, Василий Николаевич      | 03.10.1937    | д-р пед. наук, профессор       | 17.11.1992    | Отделение всеобщего среднего образования                                                   | |
| Мазараки, Анатолий Антонович      | 27.07.1950    | д-р экон. наук, профессор      | 16.11.2006    | Отделение высшей школы                                                                     | Киевский национальный торгово-экономический университет, ректор |
| Мартынюк, Михаил Тадеевич         | 17.11.1944    | д-р пед.наук, профессор        | 20.10.2016    | Отделение всеобщего среднего образования                                                   | |
| Мацько, Любовь Ивановна           | 09.02.1939    | д-р филол. наук, профессор     | 6.12.1999     | Отделение всеобщего среднего образования                                                   | Национальный педагогический университет имени М. П. Драгоманова, зав. кафедрой |
| Мельниченко, Владимир Ефимович    | 20.02.1946    | д-р ист.наук, профессор        | 20.10.2016    | Отделение общей педагогики и философии образования                                         | |
| Мокин, Борис Иванович             | 03.01.1943    | д-р техн. наук, профессор      | 17.11.1992    | Отделение высшей школы                                                                     | Винницкий национальный технический университет, профессор кафедры |
| Моляко, Валентин Алексеевич       | 24.07.1937    | д-р психол. наук, профессор    | 17.11.1992    | Отделение психологии, возрастной физиологии и дефектологии.                                | Институт психологии имени Г. С. Костюка НАПН Украины, зав. лабораторией |
| Мотренко, Тимофей Валентинович    | 22.11.1948    | д-р филос.наук, профессор      | 20.10.2016    | Отделение психологии, возрастной физиологии и дефектологии                                 | Киевский национальный университет имени Тараса Шевченко, профессор кафедры |
| Николаенко, Станислав Николаевич  | 09.02.1956    | д-р пед.наук, профессор        | 17.12.2019    | Отделение профессионального образования и образования взрослых                             | Национальный университет биоресурсов и природопользования Украины, ректор |
| Ничкало, Неля Григорьевна         | 26.09.1939    | д-р пед. наук, профессор       | 20.12.1995    | Отделение профессионального образования и образования взрослых                             | НАПН Украины, академик-секретарь Отделения профессионального образования и образования взрослых                                                                                     |
| Носко, Николай Алексеевич         | 23.09.1953    | д-р пед. наук, профессор       | 20.10.2016    | Отделение всеобщего среднего образования                                                   | Черниговский национальный педагогический университет имени Т. Г. Шевченко, ректор                                                                                                   |
| Олейник, Виктор Васильевич        | 10.08.1948    | д-р пед. наук, профессор       | 18.11.2010    | Отделение профессионального образования и образования взрослых                             | Университет менеджмента образования НАПН Украины, ректор |
| Панок, Виталий Григорьевич        | 01.02.1958    | д-р психол. наук               | 11.02.2025    | Украинский научно-методический центр практической психологии и социальной работы, директор | |
| Пономаренко, Владимир Степанович  | 07.05.1948    | д-р экон. наук, профессор      | 11.02.2025    | Отделение высшего образования                                                              | Харьковский национальный экономический университет имени Семена Кузнца, ректор |
| Пушкарёва, Тамара Алексеевна      | 25.04.1968    | д-р пед. наук, профессор       | 11.02.2025    | Отделение общего среднего образования                                                      | |
| Радкевич, Валентина Александровна | 13.07.1956    | д-р пед.наук, профессор        | 20.10.2016    | Отделение профессионального образования и образования взрослых                             | Институт профессионально-технического обучения НАПН Украины, директор |
| Рафальский, Олег Алексеевич       | 21.10.1959    | д-р ист.наук, профессор        | 17.12.2019    | Отделение общей педагогики и философии образования                                         | Институт политических и этнонациональных исследований им. И.Ф. Кураса НАН УКраины, директор                                                                                         |
| Саух, Пётр Юрьевич                | 25.05.1950    | д-р филос. наук, профессор     | 17.12.2019    | Отделение общей педагогики и философии образования                                         | НАПН Украины, академик-секретарь Отделения общего образования |
| Смульсон, Марина Лазаревна        | 19.04.1947    | д-р психол. наук, профессор    | 20.10.2016    | Отделение психологии, возрастной физиологии и дефектологии                                 | Институт психологии имени Г. С. Костюка НАПН Украины, зав. лабораторией |
| Спирин, Олег Михайлович           | 21.10.1965    | д-р пед. наук, профессор       | 11.02.2025    | Отделение общего среднего образования                                                      | Институт модернизации содержания образования, директор |
| Сухомлинская, Ольга Васильевна    | 29.09.1946    | д-р пед. наук, профессор       | 20.12.1995    | Отделение общей педагогики и философии образования                                         | Государственная научно-педагогическая библиотека имени В.А. Сухомлинского, главный научный сотрудник отдела истории образования                                                     |
| Сысоева, Светлана Александровна   | 20.02.1948    | д-р пед. наук, профессор       | 20.10.2016    | Отделение общей педагогики и философии образования                                         | НАПН Украины, академик-секретарь Отделения общей педагогики и философии образования                                                                                                 |
| Таланчук, Пётр Михайлович         | 01.07.1938    | д-р техн. наук, профессор      | 17.11.1992    | Отделение высшей школы                                                                     | Открытый международный университет развития человека «Украина», президент |
| Титаренко, Татьяна Михайловна     | 29.12.1950    | д-р психол. наук, профессор    | 17.12.2019    | Отделение психологии, возрастной физиологии и дефектологии                                 | Институт социальной и политической психологии НАПН Украины, зав. лабораторией |
| Толстоухов, Анатолий Владимирович | 02.01.1956    | д-р филос. наук, профессор,    | 18.11.2010    | Отделение психологии, возрастной физиологии и дефектологии                                 | Центр практической философии, президент |
| Топузов, Олег Михайлович          | 25.09.1964    | д-р пед. наук, профессор       | 17.12.2019    | Отделение общего среднего образования                                                      | НАПН Украины вице-президент |
| Третьяк, Олег Васильевич          | 03.01.1942    | д-р физ.-мат. наук, профессор  | 16.12.1999    | Отделение высшей школы                                                                     | Киевский национальный университет имени Тараса Шевченко, директор Института высоких технологий                                                                                      |
| Филипчук, Георгий Георгиевич      | 19.12.1950    | д-р пед. наук, профессор       | 16.12.1999    | Отделение профессионального образования и образования взрослых                             | |
| Цехмистер, Ярослав Владимирович   | 18.10.1968    | д-р пед. наук, профессор       | 17.12.2019    | Отделение общей педагогики и философии образования                                         | Национальный медицинский университет имени А. А. Богомольца, первый проректор |
| Чебыкин, Алексей Яковлевич        | 28.03.1949    | д-р психол. наук, профессор    | 20.12.1995    | Отделение психологии, возрастной физиологии и дефектологии                                 | Южноукраинский национальный педагогический университет имени К. Д. Ушинского, ректор                                                                                                |
| Чепелева, Наталия Васильевна      | 14.07.1949    | д-р психол. наук, профессор    | 8.11.2010     | Отделение психологии, возрастной физиологии и дефектологии                                 | Институт психологии имени Г. С. Костюка НАПН Украины, зам. директора по научно-исследовательской работе                                                                             |
| Шевченко, Галина Павловна         | 28.07.1940    | д-р пед. наук, профессор       | 17.11.1992    | Отделение высшей школы                                                                     | Восточноукраинский национальный университет имени Владимира Даля, зав. кафедрой |
| Шут, Николай Иванович             | 03.01.1942    | д-р физ.-мат. наук, профессор  | 18.11.2010    | Отделение всеобщего среднего образования                                                   | Национальный педагогический университет имени М. П. Драгоманова, зав. кафедрой |
| Ярошенко, Ольга Григорьевна       | 22.09.1950    | д-р пед. наук, профессор       | 16.11.2006    | Отделение всеобщего среднего образования                                                   | Институт высшего образования НАПН Украины, главный научный сотрудник |
| Яценко, Тамара Семёновна          | 02.05.1944    | д-р психол. наук, профессор    | 20.12.1995    | Отделение психологии, возрастной физиологии и дефектологии.                                | Крымский гуманитарный университет, зав. кафедрой |

Старейшим из ныне действующего списка академиков является доктор технических наук, профессор Ю. Ф. Зиньковский (1933 года рождения), самым молодым — доктор политических наук, профессор К. А. Ващенко, глава Национального агентства Украины по вопросам государственной службы (1972 года рождения).

## Члены-корреспонденты HАПН Украины
Члены-корреспонденты академии избираются из учёных — граждан Украины, имеющих учёную степень доктора наук по предусмотренным специальностям (фактически — также из кандидатов наук), являющихся авторами выдающихся научных трудов, методик или изобретений в рамках педагогики и психологии, успешно совмещающих научную и научно-педагогическую деятельность и имеющих значительные достижения в разработке и внедрении в учебный процесс новых технологий.
Порядок и сроки выборов членов-корреспондентов аналогичны таковым для действительных членов. Наличие вакансий определяется разницей между их предельным числом согласно указу президента Украины (92 члена-корреспондента — согласно действующему Указу № 337/2013) и фактическим наличным количеством (на 11 февраля 2025 года — 92 члена-корреспондента). Правом решающего голоса в рамках выбора членов-корреспондентов обладают действующие члены-корреспонденты и действительные члены (академики).
В списке перечислены члены-корреспонденты НАПН Украины в современном составе, согласно текущим данным на сайте академии:
| Полное имя                          | Дата рождения | Научная степень и звание                             | Дата избрания | Отделение                                                      | Место работы |
| ----------------------------------- | ------------- | ---------------------------------------------------- | ------------- | -------------------------------------------------------------- | --- |
| Алексеенко, Борис Николаевич        | 02.04.1940    | д-р военных наук, профессор                          | 16.12.1999    | Отделение психологии, возрастной физиологии и дефектологии     | Государственная пограничная служба Украины, помощник руководителя                                                       |
| Бакиров, Виль Савбанович            | 08.06.1946    | д-р социол. наук, профессор                          | 16.11.2006    | Отделение высшей школы                                         | Харьковский национальный университет имени В. Н. Каразина, ректор                                                       |
| Балабанов, Константин Васильевич    | 04.10.1949    | д-р пед. наук, профессор                             | 19.11.2010    | Отделение высшей школы                                         | Мариупольский государственный университет, ректор                                                                       |
| Балух, Василий Алексеевич           | 21.11.1955    | д-р ист. наук, профессор                             | 19.11.2010    | Отделение общей педагогики и философии образования             | Черновицкий национальный университет имени Юрия Федьковича, зав. кафедрой                                               |
| Бобало, Юрий Ярославович            | 23.07.1945    | д-р техн. наук, профессор                            | 21.10.2016    | Отделение высшего образования                                  | Национальный университет "Львовская политехника", ректор                                                                |
| Богданов, Игорь Тимофеевич          | 06.03.1967    | д-р пед. наук, профессор                             | 18.12.2019    | Отделение высшего образования                                  | |
| Боечко, Фёдор Фёдорович             | 13.05.1934    | д-р биол. наук, профессор                            | 30.03.1994    | Отделение всеобщего среднего образования                       | Черкасский национальный университет имени Богдана Хмельницкого, зав. кафедрой                                           |
| Бойко, Алла Никитична               | 10.10.1939    | д-р пед. наук, профессор                             | 20.12.1995    | Отделение общей педагогики и философии образования             | Полтавский национальный педагогический университет имени В. Г. Короленко, зав. кафедрой                                 |
| Бондаренко, Виктор Дмитриевич       | 28.10.1956    | д-р филос. наук, профессор                           | 19.11.2010    | Отделение психологии, возрастной физиологии и дефектологии     | Министерство образования и науки Украины, директор Департамента аттестации кадров                                       |
| Бородиенко, Александра Владимировна | 23.10.1976    | д-р пед. наук, доцент                                | 18.12.2019    | Отделение профессионального образования и образования взрослых | |
| Бутенко, Владимир Григорьевич       | 29.11.1950    | д-р пед. наук, профессор                             | 30.03.1994    | Отделение общей педагогики и философии образования             | Херсонский национальный технический университет, зав. кафедрой                                                          |
| Буяк, Богдан Богданович             | 26.10.1974    | д-р филос. наук, профессор                           | 18.12.2019    | Отделение общей педагогики и философии образования             | |
| Вильчковский, Эдуард Станиславович  | 19.01.1935    | д-р пед. наук, профессор                             | 20.12.1995    | Отделение профессионального образования и образования взрослых | Восточноевропейский национальный университет имени Леси Украинки, профессор кафедры                                     |
| Волков, Олег Игоревич               | 08.01.1944    | кандидат техн. наук, профессор                       | 16.12.1999    | Отделение профессионального образования и образования взрослых | |
| Воробиенко, Пётр Петрович           | 29.08.1942    | д-р техн. наук, профессор                            | 19.11.2010    | Отделение всеобщего среднего образования                       | Одесская национальная академия связи имени А. С. Попова, ректор                                                         |
| Гнатенко Пётр Иванович              | 03.09.1937    | д-р филос. наук, профессор                           | 30.03.1994    | Отделение психологии, возрастной физиологии и дефектологии     | Днепропетровский национальный университет имени Олеся Гончара, зав. кафедрой                                            |
| Голобородько, Евдокия Петровна      | 14.03.1937    | д-р пед. наук, профессор                             | 30.03.1994    | Отделение всеобщего среднего образования                       | Херсонская академия непрерывного образования, профессор кафедры                                                         |
| Голубенко, Александр Леонидович     | 18.02.1942    | д-р техн. наук, профессор                            | 11.04.2003    | Отделение высшей школы                                         | Восточноукраинский национальный университет имени Владимира Даля, глава Наблюдательного совета                          |
| Гринёва, Марина Викторовна          | 10.03.1961    | д-р пед. наук, профессор                             | 21.10.2016    | Отделение высшей школы                                         | Полтавский национальный педагогический университет имени В. Г. Короленко, декан естественного факультета                |
| Данилюк, Иван Васильевич            | 06.07.1969    | д-р психол.наук, профессор                           | 18.12.2019    | Отделение психологии, возрастной физиологии и дефектологии     | |
| Дичек, Наталья Петровна             | 30.07.1956    | д-р пед. наук, профессор                             | 18.12.2019    | Отделение общей педагогики и философии образования             | Институт педагогики НАПН Украины, заведующая отделом истории педагогики                                                 |
| Доброскок, Ирина Ивановна           | 28.06.1967    | д-р пед.наук, профессор                              | 21.10.2016    | Отделение общего среднего образования                          | Переяслав-Хмельницкий государственный педагогический университет имени Григория Сковороды заведующая кафедрой           |
| Евдокимов, Виктор Иванович          | 20.07.1942    | д-р пед. наук, профессор                             | 30.03.1994    | Отделение общей педагогики и философии образования             | Харьковский национальный педагогический университет имени Сковороды, первый проректор                                   |
| Ильин, Владимир Васильевич          | 28.11.1949    | д-р филос.наук, профессор                            | 18.12.2019    | Отделение общей педагогики и философии образования             | |
| Камишин, Владимир Викторович        | 01.05.1963    | д-р пед. наук, профессор                             | 21.10.2016    | Отделение общего среднего образования                          | |
| Капелюшный, Валерий Петрович        | 02.07.1963    | д-р истор. наук, профессор                           | 21.10.2016    | Отделение общей педагогики и философии образования             | Киевский национальный университет имени Тараса Шевченко, заведующий кафедрой                                            |
| Кветний, Роман Наумович             | 04.12.1955    | д-р техн. наук, профессор                            | 21.10.2016    | Отделение высшего образования                                  | Винницкий национальный технический университет, заведующий кафедрой                                                     |
| Козар, Михаил Николаевич            | 19.11.1955    | д-р пед.наук, профессор                              | 21.10.2016    | Отделение профессионального образования и образования взрослых | |
| Колупаева, Алла Анатольевна         | 15.03.1959    | д-р пед. наук, профессор                             | 21.10.2016    | Отделение психологии, возрастной физиологии и дефектологии     | Институт специальной педагогики НАПН Украины, заместитель директора                                                     |
| Костицкий, Михаил Васильевич        | 14.01.1948    | д-р юр. наук, профессор                              | 17.11.1992    | Отделение психологии, возрастной физиологии и дефектологии     | Национальная академия внутренних дел Украины, профессор кафедры                                                         |
| Коцан, Игорь Ярославович            | 14.08.1960    | д-р биол.наук                                        | 18.12.2019    | Отделение высшего образования                                  | |
| Кузьминский, Анатолий Иванович      | 23.07.1943    | д-р пед. наук, профессор                             | 19.11.2010    | Отделение высшей школы                                         | Черкасский национальный университет имени Богдана Хмельницкого, ректор                                                  |
| Курок, Вера Афанасьевна             | 13.02.1958    | д-р пед. наук, профессор                             | 18.12.2019    | Отделение профессионального образования и образования взрослых | |
| Кушерец, Василий Иванович           | 01.02.1948    | д-р филос. наук, профессор                           | 21.10.2016    | Отделение профессионального образования и образования взрослых | Товарищество "Знание" Украины, глава правления                                                                          |
| Лозова, Валентина Ивановна          | 02.03.1937    | д-р пед. наук, профессор                             | 17.11.1992    | Отделение общей педагогики и философии образования             | Харьковский национальный педагогический университет имени Сковороды, профессор кафедры                                  |
| Лукьяненко, Дмитрий Григорьевич     | 08.08.1955    | д-р экон. наук                                       | 18.12.2019    | Отделение высшего образования                                  | Киевский национальный экономический университет имени Вадима Гетьмана, ректор                                           |
| Малахов, Валерий Павлович           | 09.07.1941    | д-р техн. наук, профессор                            | 16.12.1999    | Отделение высшей школы                                         | Одесский национальный политехнический университет, профессор кафедры                                                    |
| Малёванный, Юрий Иванович           | 27.11.1939    | канд. пед. наук, старший научный сотрудник           | 20.12.1995    | Отделение всеобщего среднего образования.                      | НАПН Украины, учёный секретарь Отделения всеобщего среднего образования                                                 |
| Матвиенко, Ольга Васильевна         | 08.03.1953    | д-р пед. наук, профессор                             | 21.10.2016    | Отделение профессионального образования и образования взрослых | Киевский национальный лингвистический университет проректор                                                             |
| Морзе, Наталия Викторовна           | 26.06.1956    | д-р пед. наук, профессор                             | 19.11.2010    | Отделение всеобщего среднего образования                       | Киевский университет имени Бориса Гринченко, проректор по информатизации учебно-научной и административной деятельности |
| Москаленко, Виталий Фёдорович       | 25.01.1949    | д-р мед. наук, профессор                             | 19.11.2010    | Отделение психологии, возрастной физиологии и дефектологии     | Национальный медицинский университет имени А. А. Богомольца, зав. кафедрой социальной медицины и охраны здоровья        |
| Найдёнова, Любовь Антоновна         | 24.11.1963    | д-р психол. наук                                     | 21.10.2016    | Отделение психологии, возрастной физиологии и дефектологии     | Институт социальной и политической психологии НАПН Украины, заместитель директора                                       |
| Носенко, Элеонора Львовна           | 06.08.1935    | д-р психол. наук, профессор                          | 17.11.1992    | Отделение психологии, возрастной физиологии и дефектологии     | Днепропетровский национальный университет имени Олеся Гончара, зав. кафедрой                                            |
| Падалка, Олег Семёнович             | 18.04.1952    | д-р пед. наук, профессор                             | 19.11.2010    | Отделение профессионального образования и образования взрослых | Национальный педагогический университет имени М. П. Драгоманова, первый проректор                                       |
| Пироженко, Тамара Александровна     | 04.02.1957    | д-р псих.наук, профессор                             | 18.12.2019    | Отделение психологии, возрастной физиологии и дефектологии     | |
| Пишак, Василий Павлович             | 03.11.1940    | д-р мед. наук, профессор                             | 11.04.2003    | Отделение психологии, возрастной физиологии и дефектологии     | Буковинский государственный медицинский университет, зав. кафедрой                                                      |
| Поборченко Наталия Семёновна        | 16.03.1947    | д-р пед. наук, профессор                             | 19.11.2010    | Отделение общей педагогики и философии образования             | Уманский государственный педагогический университет имени Павла Тычины,                                                 |
| Пометун, Елена Ивановна             | 06.08.1954    | д-р пед. наук, профессор                             | 19.11.2010    | Отделение всеобщего среднего образования                       | Украинский научно-исследовательский институт педагогики, зав. лабораторией                                              |
| Романовский, Александр Георгиевич   | 26.01.1953    | д-р пед. наук, профессор                             | 19.11.2010    | Отделение профессионального образования и образования взрослых | Харьковский политехнический институт, проректор по научно-педагогической работе                                         |
| Сидоренко, Александр Леонидович     | 27.06.1949    | канд. пед. наук, д-р социологических наук, профессор | 29.01.1997    | Отделение общей педагогики и философии образования             | Харьковский региональный центр оценки качества образования                                                              |
| Скворцова, Светлана Алексеевна      | 10.09.1965    | д-р пед. наук, профессор                             | 21.10.2016    | Отделение общего среднего образования                          | Южноукраинский национальный педагогический университет имени К. Д. Ушинского, зав. кафедрой                             |
| Скиба, Николай Егорович             | 01.01.1950    | д-р техн. наук, профессор                            | 19.11.2010    | Отделение профессионального образования и образования взрослых | Хмельницкий национальный университет, ректор                                                                            |
| Слюсаревский, Николай Николаевич    | 02.01.1949    | канд. психол. наук                                   | 16.12.1999    | Отделение психологии, возрастной физиологии и дефектологии     | Институт социальной и политической психологии НАПН Украины, директор                                                    |
| Сологуб, Анатолий Иванович          | 12.07.1947    | канд. пед. наук                                      | 29.01.1997    | Отделение всеобщего среднего образования                       | Институт одарённого ребёнка НАПН Украины, советник директора                                                            |
| Сотская, Галина Ивановна            | 11.04.1967    | д-р пед. наук, профессор                             | 18.12.2019    | Отделение профессионального образования и образования взрослых | |
| Спиваковский Александр Владимирович | 28.03.1957    | д-р пед.наук, профессор                              | 21.10.2016    | Отделение высшего образования                                  | Херсонский государственный университет, ректор                                                                          |
| Терещук, Григорий Васильевич        | 01.10.1954    | д-р пед. наук, профессор                             | 11.04.2003    | Отделение общей педагогики и философии образования             | Тернопольский национальный педагогический университет имени Владимира Гнатюка, первый проректор                         |
| Ткаченко, Василий Николаевич        | 01.01.1944    | д-р ист. наук, профессор                             | 16.11.2006    | Отделение профессионального образования и образования взрослых | НАПН Украины, советник Президиума                                                                                       |
| Троцко, Анна Владимировна           | 15.08.1947    | д-р пед. наук, профессор                             | 16.12.1999    | Отделение общей педагогики и философии образования             | Харьковский национальный педагогический университет имени Сковороды, проректор по учебной работе                        |
| Удод, Александр Андреевич           | 10.05.1957    | д-р ист. наук, профессор                             | 19.11.2010    | Отделение всеобщего среднего образования                       | Институт инновационных технологий и содержания образования Министерства образования и науки Украины, директор           |
| Хайруллина, Василина Николаевна     | 19.05.1943    | канд. пед. наук                                      | 29.01.1997    | Отделение общей педагогики и философии образования             | Украинский колледж имени В. А. Сухомлинского, директор                                                                  |
| Чалый, Александр Васильевич         | 17.10.1938    | д-р физ.-мат. наук, профессор                        | 16.12.1999    | Отделение высшей школы                                         | Национальный медицинский университет имени А. А. Богомольца, зав. кафедрой                                              |
| Шевцов, Андрей Гарриевич            | 04.10.1963    | д-р пед. наук, профессор                             | 21.10.2016    | Отделение психологии, возрастной физиологии и дефектологии     | Министерство образования и науки Украины, директор департамента                                                         |
| Шищенко, Пётр Григорьевич           | 08.02.1936    | д-р географ. наук, профессор                         | 17.11.1992    | Отделение всеобщего среднего образования                       | Киевский национальный университет имени Тараса Шевченко, профессор кафедры                                              |
| Шоробура, Инна Михайловна           | 17.07.1970    | д-р пед. наук, профессор                             | 18.12.2019    | Отделение общей педагогики и философии образования             | |
| Щербак, Ольга Ивановна              | 24.07.1943    | д-р пед. наук, доцент                                | 16.12.1999    | Отделение профессионального образования и образования взрослых | Киевский профессионально-педагогический колледж имени Антона Макаренко, директор                                        |

## Иностранные члены НАНП Украины
Иностранные члены академии избираются из учёных-граждан иных государств, известных в международном научном сообществе и сотрудничающих с учёными академии. Кандидаты в иностранные члены академии выдвигаются собраниями отделений и избираются общими собраниями академии, при этом правом решающего голоса обладают академики и члены-корреспонденты академии. Для избрания требуется кворум не менее 2/3 наличного состава действующих членов и членов-корреспондентов и поддержка кандидата не менее, чем 2/3 присутствующих членов с правом решающего голоса. Помимо выборов, в статус иностранных членов переводятся действующие члены и члены-корреспонденты академии, выезжающие за рубеж на постоянное место жительства с приобретением зарубежного гражданства, при этом их места в прежнем статусе объявляются вакантными. Иностранные члены академии обладают на её совещаниях и собраниях только правом совещательного голоса.
Ниже перечислены, с указанием гражданства, иностранные члены НАПН Украины в современном составе, согласно текущим данным на сайте академии. В некоторых случаях (неточности в написании имени, даты рождения, указания места работы, в двух случаях — фактическая смерть члена академии) данные уточнены сверкой по внешним источникам, в первую очередь — по данным веб-сайтов мест работы.
Серым цветом выделены иностранные члены Академии из России и Беларуси, которые не включены в персональный список на официальном сайте НАПН Украины.
| Полное имя (гражданство)                    | Дата рождения | Науч. степень и звания                                              | Дата избрания | Отделение                                                      | Место работы |
| ------------------------------------------- | ------------- | ------------------------------------------------------------------- | ------------- | -------------------------------------------------------------- | --- |
| Амонашвили, Шалва Александрович · Россия    | 08.03.1931    | д-р психол. наук, профессор, академик РАО                           | 07.12.2005    | Отделение психологии, возрастной физиологии и дефектологии     | Московский городской педагогический университет, зав. лабораторией гуманной педагогики                                                                                       |
| Балас, Роберт · Польша                      | 23.08.1974    | хаб. д-р наук, профессор                                            | 07.04.2023    | Отделение психологии и специальной педагогики                  | Институт психологии Польской академии наук, директор |
| Балыкбаев, Такир Оспанович · Казахстан      | 10.08.1957    | д-р пед. наук, профессор                                            | 18.03.2010    | Отделение всеобщего среднего образования                       | президент Национальной академии образования имени Ы. Алтынсарина, ректор Казахского университета технологии и бизнеса, вице-министр образования и науки Республики Казахстан |
| Борисенков, Владимир Пантелеймонович Россия | 11.06.1939    | д-р пед. наук, профессор, академик РАО                              | 11.04.2003    | Отделение профессионального образования и образования взрослых | |
| Вентер, Дьордь · Венгрия                    | 06.05.1951    | д-р пед. наук, профессор                                            | 11.04.2003    | Отделение высшей школы                                         | Педагогический университет в Ньиредьхазе , зав. кафедрой педагогики |
| Вильш, Иоланта · Польша                     | 19.01.1945    | д-р- техн. наук, хаб. д-р педагогики, профессор                     | 16.12.1999    | Отделение профессионального образования и образования взрослых | Университет Яна Длугоша, профессор Института технического образования и безопасности                                                                                         |
| Грооф, де Ян · Бельгия                      | 04.09.1956    |                                                                     | 16.11.2018    |                                                                | Тибульзорский университет профессор, президент Европейской ассоциации образовательного права и политики, международный эксперт в области образовательного права              |
| Гукаленко, Ольга Владимировна · Россия      | 09.04.1956    | д-р пед. наук, профессор, член-корреспондент РАО                    | 20.03.2008    | Отделение высшей школы                                         | Южный федеральный университет, профессор кафедры педагогики |
| Дармодехин, Сергей Владимирович · Россия    | 16.08.1946    | д-р социол. наук, профессор, академик РАО                           | 07.12.2005    | Отделение общей педагогики и философии образования             | Институт семьи и воспитания РАО, директор |
| Джу Дзин · Китай                            | 11.07.1965    |                                                                     | 23.03.2018    | Отделение общей педагогики и философии образования             | Международный институт университета Хунчжоу, директор |
| Дэвидсон, Дэн · США                         | 18.09.1944    | д-р славянских языков и литературы, профессор, иностранный член РАО | 02.04.1996    | Отделение высшей школы                                         | Брин-Мор-колледж, директор Института русского языка, президент Американского совета международного образования                                                               |
| Жук, Александр Иванович · Беларусь          | 10.10.1956    | д.пед.н., профессор, иностранный член РАО                           | 18.12.2019    | Отделение высшего образования                                  | Белорусский государственный педагогический университет, ректор |
| Квятковский, Стефан Михал · Польша          | 21.01.1948    | хаб. д-р педагогики, профессор                                      | 11.04.2003    | Отделение профессионального образования и образования взрослых | Польская академия наук, председатель комитета педагогических наук, директор Института педагогических исследований                                                            |
| Кипа, Альберт · США                         | 10.09.1939    | профессор                                                           | 16.12.1999    | Отделение всеобщего среднего образования                       | Пенсильванский университет, зав. кафедрой иностранных языков (в отставке) колледжа Мюленберг                                                                                 |
| Коженёвский, Лешек Фридерик · Польша        | 17.01.1951    | хаб. д-р экономики, профессор                                       | 19.03.2009    | Отделение психологии, возрастной физиологии и дефектологии     | Европейская ассоциация наук o безопасности, президент, редактор журнала ‘’Securitologia’’                                                                                    |
| Костило, Пётр Марек · Польша                | 1973          | хаб. д-р наук, профессор                                            | 07.04.2023    | Отделение профессионального образования и образования взрослых | Польское педагогическое общество, председатель |
| Кромолицкая, Барбара · Польша               | 10.12.1959    | хаб. д-р наук, профессор                                            | 07.04.2023    | Отделение философии образования, общей и дошкольной педагогики | Институт педагогики Щецинского университета, зав. кафедрой социальной педагогики                                                                                             |
| Лащик, Ян · Польша                          | 01.01.1951    | хаб. д-р гуманитарных наук, профессор                               | 21.10.2016    | Отделение профессионального образования и образования взрослых | Академия специальной педагогики имени Марии Гжегожевской, руководитель кафедры методологии и педагогики творчества                                                           |
| Лена, Жан Пьер · Франция                    | 22.11.1937    | профессор астрофизики                                               | 18.12.2019    | Отделение общего среднего образования                          | Университет Париж Дидро, почётный профессор |
| Мартиросян, Борис Пастерович · Россия       | 02.02.1956    | д-р пед. наук, профессор, академик РАО                              | 10.11.2011    |                                                                | |
| Марциньковская, Барбара · Польша            | 21.08.1968    | хаб. д-р наук, профессор                                            | 05.04.2024    | Отделение профессионального образования и образования взрослых | Академия специальной педагогики им. Марии Гжегожевской в Варшаве, ректор |
| Молчанов, Михаил Александрович · Канада     | 23.04.1961    | д-р полит. наук, профессор                                          | 05.04.2012    | Отделение высшей школы                                         | Университет Св. Фомы, зав. кафедрой политических наук |
| Надь, Янош · Венгрия                        | 13.07.1951    | д-р сельхоз. наук                                                   | 16.11.2006    | Отделение высшей школы                                         | Дебреценский университет, проректор, президент Центра аграрных наук и прикладной экономики                                                                                   |
| Никиторович, Ежи · Польша                   | 19.08.1951    | хаб.д-р гуманитарных наук, профессор                                | 19.12.2019    | Отделение общей педагогики и философии образования             | Белостоксий государственный университет, заведующий кафедрой межкультурного образования                                                                                      |
| Оградска-Мазур, Ева · Польша                | 26.11.1962    | хаб.д-р гуманитарных наук, профессор.                               | 19.12.2019    | Отделение общей педагогики и философии образования             | Силезский университет в Катовице, руководитель отделения общей педагогики и методологии образования факультета этнологии и наук об образовании                               |
| Олейникова, Ольга Николаевна · Россия       | 30.08.1953    | д-р пед. наук, профессор                                            | 20.11.2008    | Отделение профессионального образования и образования взрослых | Центр изучения проблем профессионального образования, директор |
| Перлин, Джордж · Канада                     |               | д-р философии                                                       | 20.11.2008    | Отделение высшей школы                                         | Университет Куинс, профессор-эмерит факультета политических исследований |
| Петрышин, Уолтер Роман · Канада             | 26.07.1946    | д-р философии и социологии, профессор                               | 07.12.2005    | Отделение психологии, возрастной физиологии и дефектологии     | Университет Макьюена, директор Ukrainian Resource and Development Centre |
| Притц, Альфред · Австрия                    | 31.10.1952    | д-р психологии и педагогики, профессор                              | 19.11.2010    | Отделение психологии, возрастной физиологии и дефектологии     | Университет имени Зигмунда Фрейда, ректор, Всемирный совет по психотерапии, президент                                                                                        |
| Слива, Михал · Польша                       | 08.01.1946    | хаб. д-р политологии, профессор                                     | 7.12.2005     | Отделение высшей школы                                         | Педагогический университет имени Эдукационной комиссии, ректор |
| Смирнов, Игорь Павлович · Россия            | 31.01.1941    | д-р филос. наук, профессор                                          | 16.12.1999    | Отделение профессионального образования и образования взрослых | Директор НИИ развития профессионального образования Департамента образования Москвы                                                                                          |
| Филиппов, Владимир Михайлович · Россия      | 05.04.1951    | д-р физ.-мат. наук, профессор, академик РАО                         | 11.04.2003    | Отделение высшей школы                                         | Российский университет дружбы народов, ректор |
| Цибаль-Михальская, Агнешка · Польша         | 02.12.1973    | хаб. д-р наук, профессор                                            | 18.11.2022    | Отделение философии образования, общей и дошкольной педагогики | Комитет педагогических наук ПАН, председатель |
| Чапка, Мирослав · Польша                    | 07.01.1969    | д-р педагогики, хаб. д-р экономики, профессор                       | 19.11.2010    | Отделение психологии, возрастной физиологии и дефектологии     | Высшая школа экономики и администрирования в Бытоме, ректор |
| Шкляр, Аркадий Хононович · Беларусь         | 01.12.1949    | д-р пед. наук, профессор                                            | 16.11.2006    | Отделение профессионального образования и образования взрослых | Республиканский институт профессионального образования, ректор |
| Шлёсек, Франтишек · Польша                  | 01.10.1943    | д-р пед. наук, профессор                                            | 16.12.1999    | Отделение профессионального образования и образования взрослых | Академия специальной педагогики имени Марии Гжегожевской, директор Института педагогики                                                                                      |

## Почётные члены НАНП Украины
Почётные академики
| Полное имя                        | Дата рождения | Науч. степень и звания    | Дата избрания | Отделение                                                      | Место работы |
| --------------------------------- | ------------- | ------------------------- | ------------- | -------------------------------------------------------------- | --- |
| Аржевитин, Станислав Михайлович   | 14.06.1961    | д.э.н., профессор         | 20.11.2020    | Отделение профессионального образования и образования взрослых | Глава Закарпатского отделения партии «Наша Украина»                                                                              |
| Беликов, Сергей Борисович         | 26.06.1953    | д.техн.наук               | 30.10.2015    | Отделение высшего образования                                  | Запорожский национальный технический университет, ректор                                                                         |
| Большаков, Владимир Иванович      | 13.05.1946    | д.техн.наук, профессор    | 21.10.2016    |                                                                | Приднепровская государственная академия строительства и архитектуры, ректор                                                      |
| Вадзюк, Степан Нестерович         | 27.03.1956    | д.мед.н., профессор       | 18.12.2019    | Отделение психологии, возрастной физиологии и дефектологии     | Тернопольский национальный медицинский университет имени И. Я. Горбачевского, заведующий кафедрой                                |
| Дубасенюк, Александра Антоновна   | 27.05.1945    | д. филос. наук, профессор |               |                                                                | |
| Жадько, Виктор Алексеевич         | 16.02.1952    | д. филос. наук, профессор | 19.11.2021    | Отделение общей педагогики и философии                         | |
| Кириленко, Иван Григорьевич       | 02.10.1956    | д. экон. наук, профессор  | 07.04.2023    | Отделение высшего образования                                  | Верховная рада Украины, народный депутат                                                                                         |
| Куликов, Пётр Моисеевич           | 04.03.1952    | д.э.н., профессор         | 20.11.2020    | Отделение высшего образования                                  | Киевский национальный университет строительства и архитектуры, ректор                                                            |
| Маслов, Валентин Иванович         | 19.09.1937    | д.пед.наук, профессор     | 2015          | Отделение высшего образования                                  | |
| Морозов, Александр Михайлович     | 05.06.1951    | д.мед.н., профессор       | 18.12.2019    | Отделение психологии, возрастной физиологии и дефектологии     | |
| Никулина, Алла Степановна         |               |                           |               |                                                                | |
| Пивняк, Геннадий Григорьевич      | 23.10.1940    | д.т. н., профессор        | 20.11.2020    | Отделение высшего образования                                  | Национальный горный университет, ректор                                                                                          |
| Пишак, Василий Павлович           | 03.11.1940    | д.мед.н., профессор       |               |                                                                | Буковинский национальный медицинский университет, заведующий кафедрой медицинской биологии, генетики и фармацевтической ботаники |
| Плахотник, Василий Макарович      |               | д.пед.наук, профессор     |               | Отделение всеобщего среднего образования                       | |
| Радзиховский, Анатолий Павлович   | 20.02.1942    | д-р мед. наук, профессор  | 23.03.2018    |                                                                | Национальная медицинская академия последипломного образования имени П. Л. Шупика, профессор кафедры общей и неотложной хирургии  |
| Романовский, Александр Алексеевич | 16.07.1951    | д.экон.наук, д.пед.наук   | 19.11.2021    | Отделение высшего образования                                  | НАПН Украины, старший научный сотрудник                                                                                          |
| Санникова, Ольга Павловна         | 21.06.1948    | д-р псих. наук, профессор | 2017          |                                                                | |
| Скрипнюк, Александр Васильевич    | 17.04.1960    | д-р юр. наук, профессор   | 23.03.2018    | Отделение высшего образования                                  | Национальная академия правовых наук Украины, начальник управления                                                                |
| Товажнянский, Леонид Леонидович   | 26.04.1933    | д-р техн. наук, профессор | 2003          |                                                                | Харьковский политехнический институт, ректор                                                                                     |
| Хорошковская, Ольга Назаровна     | 19.06.1939    | д-р пед. наук, профессор  |               | Отделение всеобщего среднего образования                       | Институт педагогики НАПН Украины, зав. лабораторией украинской словесности в школах национальных меньшинств Украины и диаспоры   |
| Шеремет, Мария Куприяновна        |               | д-р пед. наук, профессор  |               |                                                                | |

## Почётные доктора
| Полное имя (гражданство)                          | Дата рождения | Науч. степень и звания                   | Дата избрания | Отделение                                                      | Место работы                                                                                       |
| ------------------------------------------------- | ------------- | ---------------------------------------- | ------------- | -------------------------------------------------------------- | -------------------------------------------------------------------------------------------------- |
| Бенних-Бьйоркманн, Ли Швеция                      | 1960          |                                          | 2019          | Отделение высшей школы                                         | Уппсальский университет преподаватель политологии и красноречия                                    |
| Бера, Рышард Польша                               |               |                                          | 2022          |                                                                | Доцент Института педагогики факультета педагогики и психологии Университета Марии Кюри-Склодовской |
| Вятровский, Зыгмунт Польша                        | 14.04.1928    | Доктор хаб., профессор гуманитарных наук | 15.05.2007    | Отделение профессионального образования и образования взрослых | Профессор Высшей гуманитарно-экономической школы во Вроцлаве                                       |
| Гунцикер, Мориц Германия                          | 26.01.1959    |                                          | 18.03.2021    | Отделение философии образования, общей и дошкольной педагогики | Генеральный директор компании action press AG                                                      |
| Лопес Мендес де Оливейра, Умберто Нуно Португалия |               |                                          | 18.03.2021    | Отделение философии образования, общей и дошкольной педагогики | Президент Академии Фалеристики Португалии                                                          |
| Пшеничка Пауль Францович Украина                  | 28.12.1946    | Учитель-методист                         |               |                                                                | |
| Санделл, Терри Великобритания                     |               | д-р наук                                 |               |                                                                | Оксфордский университет, адъюнкт-профессор Колледжа Св. Антония                                    |
| Сливерский, Богуслав Польша                       | 04.08.1954    |                                          | 20.06.2019    |                                                                | |
| Соуза Лара, Антонио Португалия                    | 13.04.1952    |                                          | 18.03.2021    | Отделение высшей школы                                         | |